# أشان هولغيت
أشان هولغيت (بالإنجليزية: Ashan Holgate)‏ هو لاعب كرة قدم بريطاني في مركز الوسط، ولد في 9 نوفمبر 1986 في سويندون في المملكة المتحدة. لعب مع أكسفورد سيتي وتشبنهام تاون وسويندون تاون وماكليسفيلد تاون ونادي سالزبري سيتي ونيوبورت كونتي.

## وصلات خارجية
- أشان هولغيت على موقع قاعدة بيانات كرة القدم.إي يو (الإنجليزية)
- أشان هولغيت على موقع Soccerbase.com (لاعب) (الإنجليزية)